# Абако, Иосиф Даль
Иосиф (Джузеппе) Абако (Joseph (Giuseppe) Marie Clément Ferdinand dall` Abaco; 1710—1805) — бельгийский виолончелист и композитор.
Родился в Брюсселе, обучался музыке у своего отца, итальянского композитора и скрипача Эваристо Феличе даль`Абако.
В девятнадцать лет (1729) Абако поступил на службу к курфюрсту в Бонне и играл в его придворном оркестре. Был назначен руководителем оркестра в 1738 году. Побывал в Англии в 1740 году.  В 1749 году в Вене он исполнил концертную пьесу для пяти виолончелей. В 1753 году переехал в Верону, где работал в качестве члена Академии филармонии. В 1766 году князь Максимилиан Баварский присвоил ему титул барона. Умер в своём имении недалеко от Вероны в возрасте 95 лет.
Наиболее играемые его сочинения — каприччи для виолончели соло. Написал также ок. 40 виолончельных сонат и др.
В Международном каталоге музыкальных источников (RISM) приводятся 19 нотных изданий, автором которых является Абако:
- Опера без названия. По словам Ульриха Изера, она была «вероятно, по случаю открытия нового театра в здании галереи Боннского замка 1751/1752».
- 16 сонат для виолончели и  basso continuo
- 2 сонаты для 2 виолончелей.